# Henry Van de Velde
Henry Van de Velde (n. 3 aprilie 1863, Antwerpen - d. 25 octombrie 1957, Zürich) a fost un arhitect și designer belgian-flamand.
Este cel mai cunoscut pentru artefactele, piesele de mobilier și clădirile sale realizate în stilul Art Nouveau.  Ulterior, Van de Velde a adăugat portofoliului său artistic și artefacte realizare în maniera Art Deco. 
Alături de Victor Horta, Van de Welde este considerat unul din fondatorii și printre cei mai importanți reprezentanți ai stilului și curentului artistic Art Nouveau din Belgia.  Henry Van de Velde a petrecut cea mai mare parte a vieții sale de maturitate artistică în Germania, având o influență decisivă asupra arhitecturii și designului german de la începutul secolului al 20-lea.

## Galerie de imagini

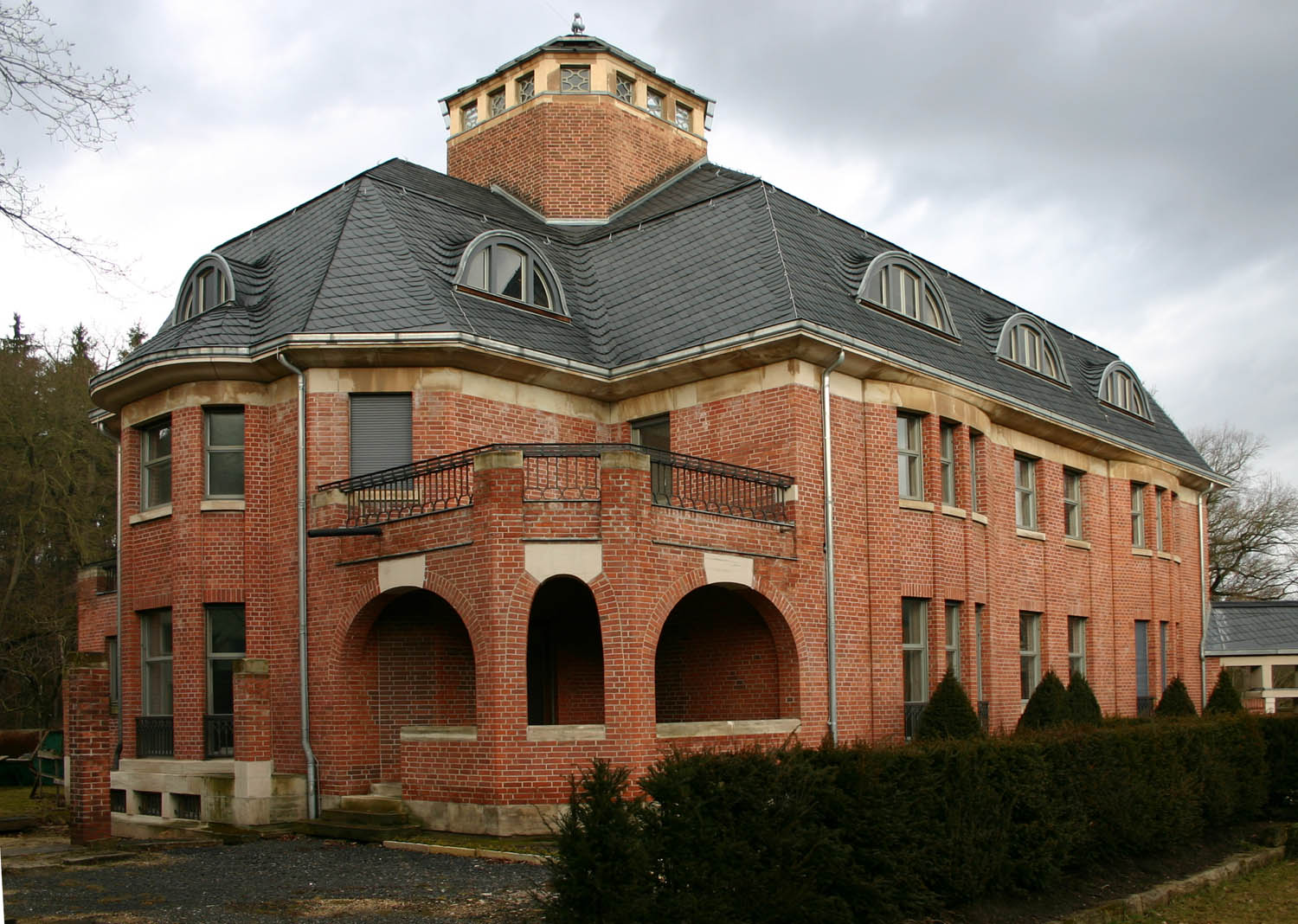
Haus Schulenburg din Gera
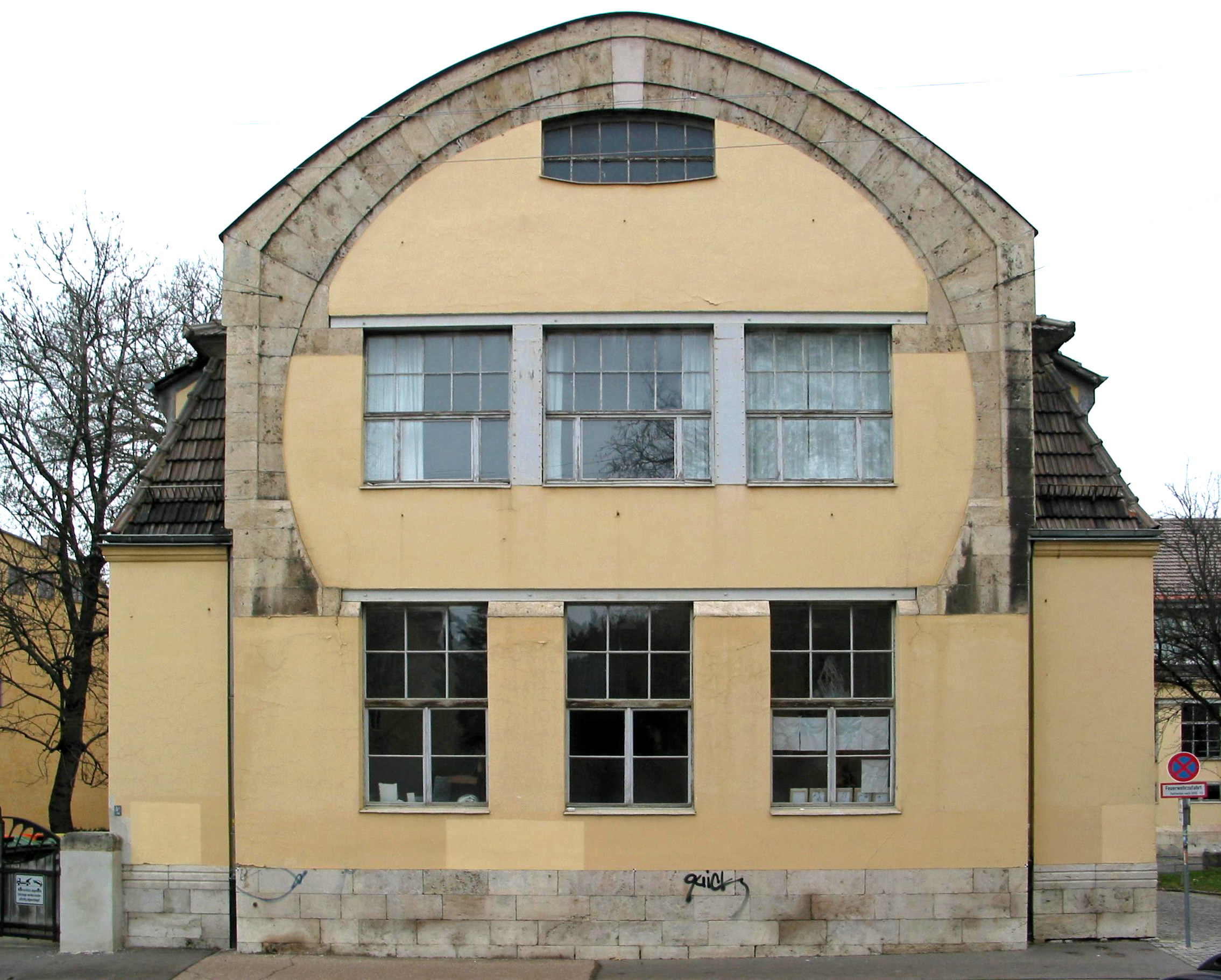
Kunstgewerbeschule din Weimar
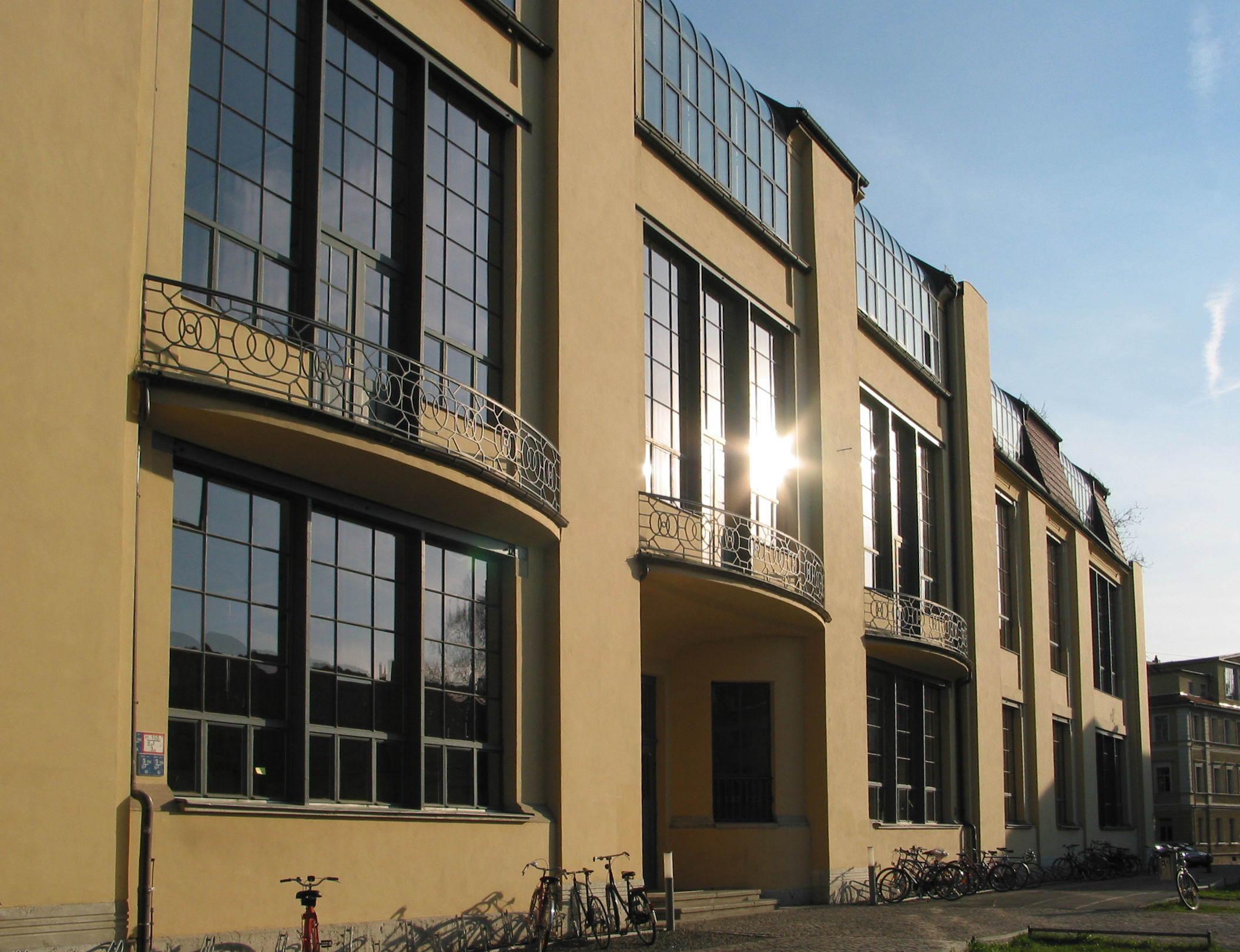
Scoala de Arte Frumoase din Weimar
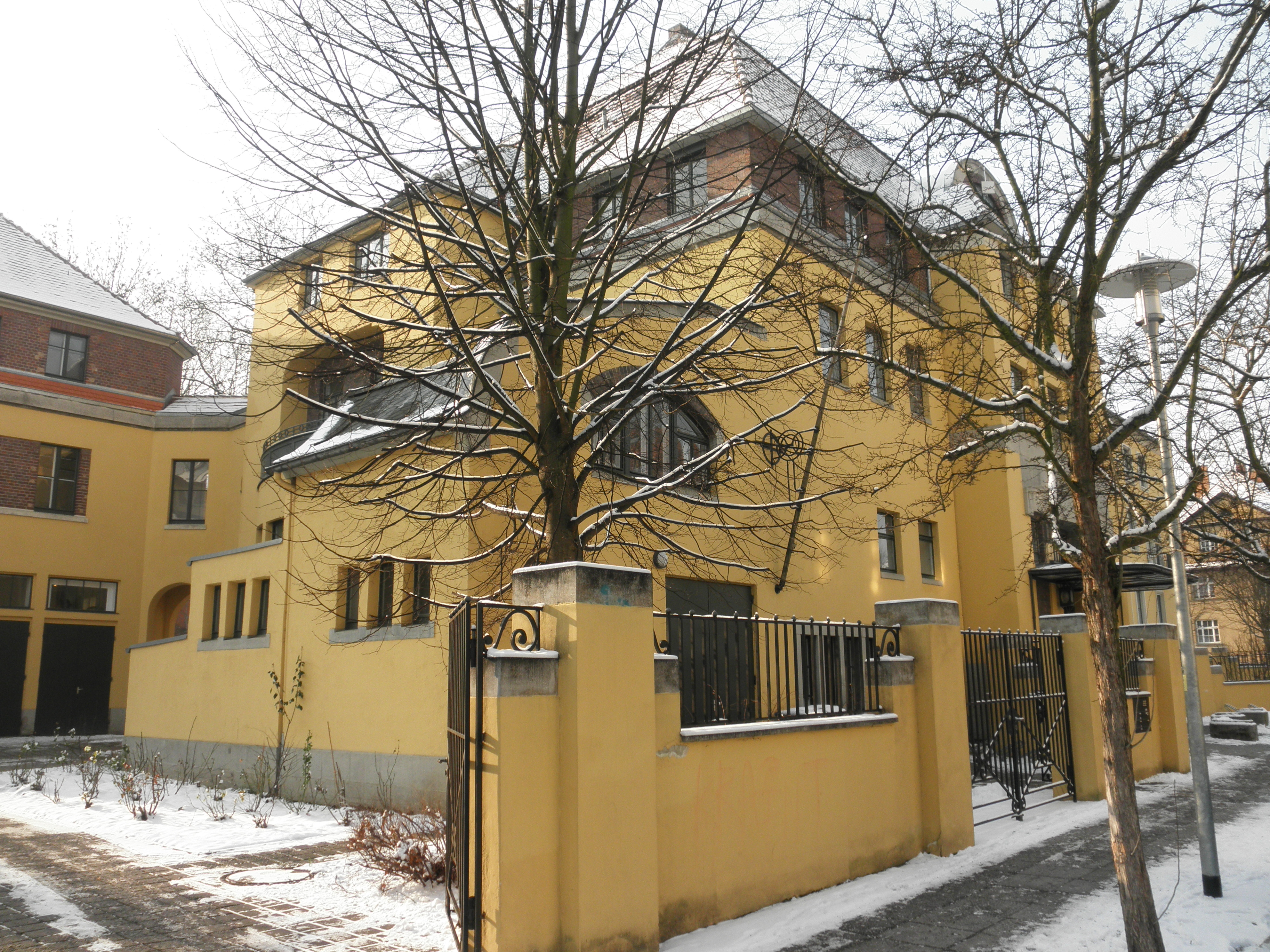
Villa Dürckheim din Weimar
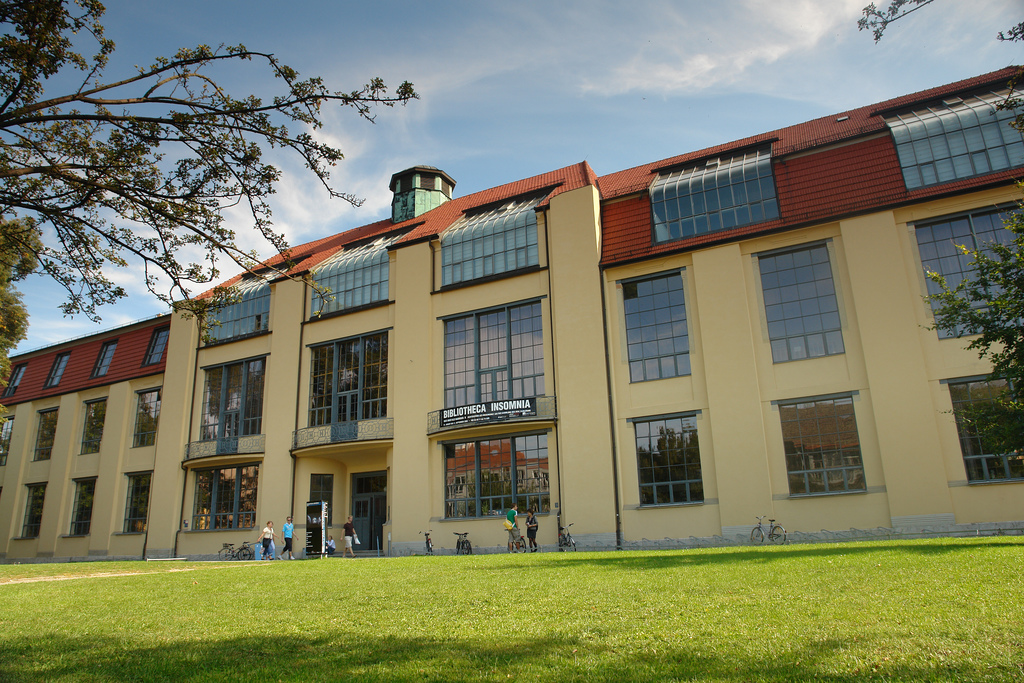
Scoala de Arte Frumoase din Weimar
Logo der NMBS (1936)
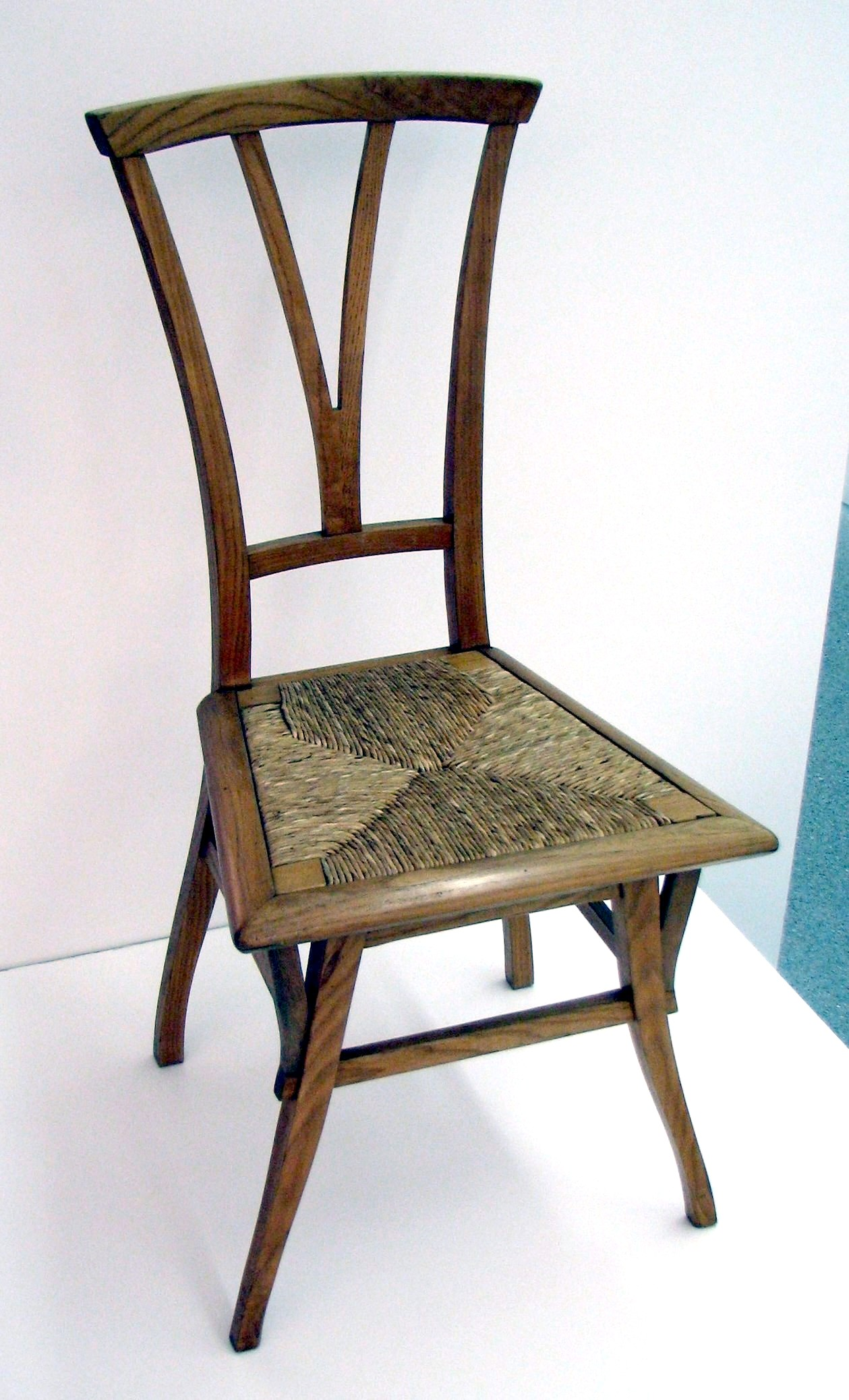
Scaun realizat de Henry Van de Velde pentru casa Bloemenwerf din Ukkel în stilul Art Nouveau